# Émile Gois
Pour les articles homonymes, voir Gois.
Émile Gois, né le 16 juin 1829 à Chablis (Yonne) et mort à Paris le 12 octobre 1888, est un militant républicain blanquiste sous le Second Empire et un colonel de la Commune de Paris, responsable du massacre de la rue Haxo.

## Biographie

### Militant républicain
Émile Gois est employé comme commis aux écritures. Militant républicain pendant le Second Empire, il est déporté en Algérie française, à Lambessa, de 1852 à 1856. Il devient blanquiste en 1866. Compromis dans l'affaire de Victor Noir, il est condamné aux travaux forcés à perpétuité en 1870, par contumace parce qu'il se réfugie auparavant en Belgique. Il nie tout lien personnel avec Blanqui. Il est encore condamné à quatre mois de prison le 13 juillet 1870 pour une publication. Il revient en France après la proclamation de la République le 4 septembre 1870 et devient employé de police dans le XIe arrondissement de Paris. 

### Colonel de la Commune
Sous la Commune, il est nommé colonel d'état-major, aide de camp du général Eudes, et président de la seconde cour martiale constituée le 12 mai 1871. Il essaye de réorganiser la justice en répartissant mieux les causes à juger entre un conseil de guerre par arrondissement et une cour martiale pour les affaires les plus graves. Ainsi la Commune se donne un embryon d'organisation judiciaire. 
Gois s'installe le 21 avril au palais de la Légion d'honneur. Il est accusé, sans preuve, d'avoir ordonné de brûler ce bâtiment le mardi 23 mai, pendant la Semaine sanglante, ce qui est un des principaux incendies de Paris pendant la Commune.

### Le massacre de la rue Haxo

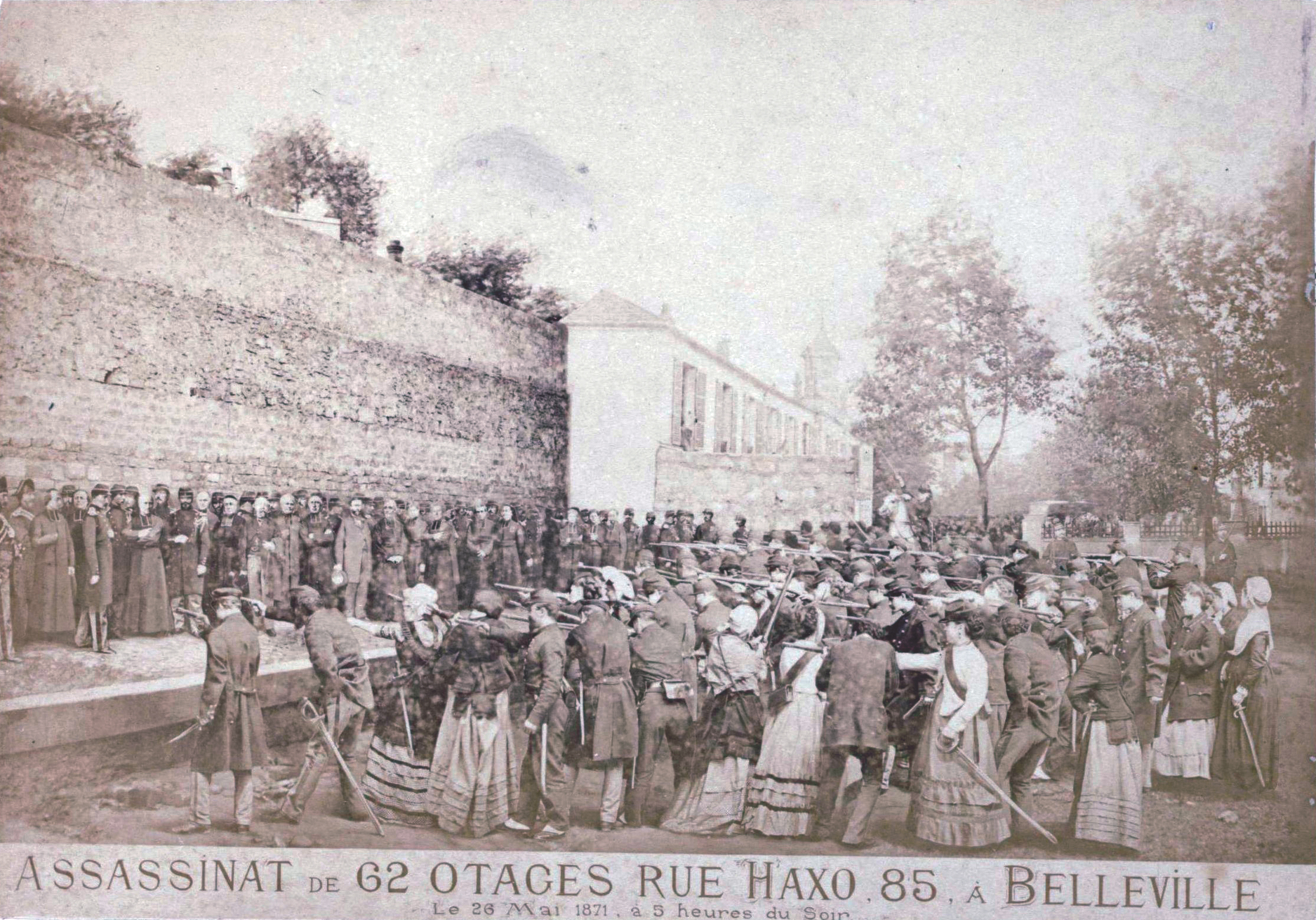
Massacre de la rue Haxo. Photomontage réalisé par Eugène Appert et issu de la série des Crimes de la Commune

Émile Gois est responsable du massacre de la rue Haxo qui a lieu quelques jours après. 
Le vendredi 26 mai 1871, vers 15 heures, excité par les exécutions qui ont eu lieu la veille et le matin même, il va à la prison de La Roquette accompagné du commissaire du quartier Bel-Air, Clavier, et d'une soixantaine de fédérés. Il exige du directeur, François, la livraison de cinquante otages, dont il vérifie les noms. Les condamnés, encadrés par les fédérés, marchent jusqu'à la mairie du XXe arrondissement, où le maire, Gabriel Ranvier, refuse d'organiser leur exécution. 
À cheval en tête de l'escorte, Gois les fait conduire rue Haxo et les fait exécuter,. En chemin, la foule grossit et crie « À mort ! ». Des membres du Comité central, Georges Arnold, Serraillier, Jules Vallès, Frédéric Cournet, André Alavoine et Eugène Varlin tentent sans succès d'empêcher ce massacre, qui a lieu dans une grande confusion. Sont fusillés 10 prêtres et religieux, 35 gardes de Paris et gendarmes et 4 anciens dénonciateurs du Second Empire,.
Selon le journaliste Émile Massard, Emile Gois aurait justifié ce massacre par la vengeance : « C'était les représailles légitimes du peuple de Paris fusillé et massacré depuis six jours par les Versaillais. ».

### Exil et amnistie
Après la Commune, Gois se réfugie d'abord à Jersey. Il est condamné à mort par contumace le 30 novembre 1872, par le sixième conseil de guerre. Il s'installe à Londres avec d'autres blanquistes.
Il rentre à Paris après l'amnistie des communards votée en 1880. Le 28 mai 1882, il prononce une allocution au cimetière du Père-Lachaise devant le mur des Fédérés : « Ils sont là nos combattants ; ceux que nous avons aimés, les bons et les braves, couchés côte à côte dans leur linceul de chaux. »
Il obtient une indemnité annuelle de 1 200 F pour les dommages subis sous le Second Empire. Malade, il perd ses facultés. Son décès est annoncé dans les journaux de gauche comme L'Attaque ou Le Radical mais aussi dans la grande presse sans position politique affichée, comme Le Petit Journal ou Le Petit Parisien. L'Attaque publie une nécrologie admirative, sous la plume d'Émile Massard, pour qui « La Révolution vient de perdre un de ses meilleurs soldats, un de ses chefs les plus énergiques. ». Les quelques lignes du Petit Journal sont plus ironiques, évoquant « une personnalité du parti révolutionnaire » et « ses coreligionnaires politiques ». Le Radical et Le Petit Parisien se contentent d'annoncer son décès et la sépulture. À son enterrement civil le 13 octobre 1888 au cimetière de Pantin,, Édouard Vaillant prononce son éloge funèbre.

### Notices biographiques
- « Gois Émile, Charles, dit Degrin », dans Le Maitron.Dictionnaire biographique mouvement ouvrier mouvement social, Maitron/Editions de l'Atelier, 13 octobre 2014 (lire en ligne).
- Bernard Noël, Dictionnaire de la Commune, t. 1, Paris, Flammarion, coll. « Champs » (no 35 et 54), 1978, 327+291 p., p. 315-316.